# Mikael Olander
Mikael Olander, född 11 juni 1963, är en svensk före detta friidrottare (mångkamp), tävlande för Upsala IF.
Vid VM i friidrott i Rom 1987 kom han på femtonde plats i tiokamp.
Under sin tid i landslaget i tiokamp vann han två SM-guld, det amerikanska college-mästerskapet (the American NCAA Track and Field Championships) och deltog i EM, VM och OS (Seoul 1988).
2012 var Mikael Olander med och grundade bolaget Bygghemma Group Nordic AB. 2018 åtalades Olander för skattebrott, kopplat till sin tidigare roll som VD för CDON Group. 2020 friades Mikael Olander från alla åtalspunkter om skattebrott i finsk tingsrätt.